# Command & Conquer: Generals
Command & Conquer: Generals es un videojuego de estrategia en tiempo real, desarrollado por Electronic Arts para Microsoft Windows en 2003 y para el sistema Mac OS en 2004. Continuó perpetuando la serie Command & Conquer dándole un giro alternativo a las anteriores secuelas en cuanto a su historia se refiere. Le siguió una expansión llamada Command & Conquer: Generals – Zero Hour, que salió para PC en 2003 y para Mac OS en 2005.

## Temática
Generals se basa en un futuro cercano, en el que los jugadores deben tomar parte con uno de las tres facciones en lanza por la victoria. En Generals EE. UU. y China son las dos superpotencias, y se encuentran en el punto de mira del GLA (Grupo de Liberación Armado), una gran y bien organizada célula terrorista fanática con tintes árabes. En la trama los EE. UU. y China cooperan frecuentemente como aliados entre sí contra el GLA. En realidad, GLA, que en inglés sería Global Liberation Army, se traduciría al español como Ejército de Liberación Global.

## Campaña y línea histórica
El jugador puede jugar con cualquiera de los tres bandos en cualquier orden, cada bando contiene siete misiones en su campaña. La campaña China comienza con la devastación de Beijing por parte del GLA con un ataque nuclear, a lo largo de esta el jugador usara la potencia nuclear China, para arrasar con las células del GLA repartidas por el pacífico. El GLA intentará en su propia campaña recuperar parte de sus recién perdidas bases en manos ahora de China, e instigara a los EE. UU. a enemistarse con esta. Mientras el bando Estadounidense emprenderá acciones contra localizaciones importantes del GLA en escenarios basados en lugares reales como Bagdad y el mar Caspio, antes de tratar de derrotar al enemigo Chino, expulsándolo hasta su base de operaciones en Akmola, Kazakhstan, que termina dando soporte a los terroristas del GLA.
La línea histórica de Generals continua en su expansión llamada Zero Hour, en la cual liderara a los EE. UU. a recuperar la pérdida ciudad de Baikonur en Generals, liderara al GLA atacando la costa Oeste de Estados Unidos causando la retirada de las tropas de este destinadas en Europa y comandara al potencial armamentístico Chino en su lucha contra el GLA por expandirse y asentarse en el panorama mundial como una superpotencia.

## Experiencia del juego
Command and Conquer: Generals tiene una interfaz similar a cualquier otro juego de estrategia en tiempo real, como Warcraft III, Starcraft, Age of Empires... El jugador debe construir edificios y conseguir mejoras, al igual que podrá construir desde dichos edificios diferentes unidades para combatir al enemigo las cuales en algunos casos además contienen habilidades especiales.
Como cualquier otro juego de estrategia en tiempo real, las diferentes unidades tienen ventajas y desventajas contra otras unidades y edificios. El jugador deberá combinar esas ventajas con otras para conseguir ser tácticamente superior al enemigo a combatir para conseguir la victoria.

## Facciones

### Estados Unidos
Los Estados Unidos son la facción más avanzada tecnológicamente se refiere, y combaten con una mezcla de poderosas máquinas de guerra terrestres y una gran y versátil flota aérea. EE. UU. se basa en la experiencia de sus soldados su movilidad y la alta tecnología de sus tropas para derrotar el poderío de fuego chino y las tácticas de guerrilla del GLA. Los vehículos estadounidenses pueden construir drones no tripulados para ayudarles como reparadores y combatientes. Las tropas y vehículos de los Estados Unidos han desarrollado la capacidad de usar los sistemas láser para guiar sus armas y defenderse de los ataques externos. La infantería estadounidense tiene multitud de habilidades especiales entre las que se incluye la ocultación y el sigilo mediante francotiradores o un poderoso comando con el nombre de Coronel Burton. Con un determinado número de habilidades como pueden ser las detonaciones remotas o la ocultación. EE. UU. también contiene la más extensa flota aérea en el juego incluidos helicópteros de transporte (Chinook), helicópteros de combate (RAH-66 Comanche), aviones de combate(F-22 Raptor), bombarderos supersónicos (Aurora) y bombarderos invisibles (F-117 Nighthawk). Los generales Estadounidenses también pueden disponer de habilidades externas como el ataque aéreo en una zona marcada con cazas bombarderos A-10 Thuderbolt y poderosas bombas como la MOAB (Mother Of All Bombs = Madre de todas las bombas) en extensas zonas. Es la única facción cuyas unidades se asemejan a máquinas reales.
Las mayores desventajas de EE. UU., son entre otras su lentitud a la hora de reunir recursos en el transcurso del juego, en comparación con el coste de sus tropas. También tienen una inestabilidad mayor que sus enemigos en cuanto a suministro de energía y sus unidades de alta tecnología son sumamente caras. Esto es remediado a largo plazo con la construcción de Zonas de Lanzamiento de Suministros. Sino, el jugador que controle EE. UU. deberá procurar construir menor número, pero más preparadas tropas que China o el GLA, al igual que trabajar duro para minimizar las pérdidas tanto económicas como en armas. Tanto los oponentes Chinos como los del GLA pueden arrasar y desalentar fácilmente a una pequeña armada americana.

#### Ventajas
- Fuerza aérea poderosa
- Buenos tanques lentos en ataque pero poderosos, excepto el general de fuerza aérea que utiliza vehículos livianos pero no tanques
- Tanques y/o vehículos ocupan drones para el combate.
- Unidades de alta tecnología y/o sofisticadas.
- Infantería superior al resto, salvo que se esté enfrentando al general de infantería chino, ya que en este caso los soldados chinos son muy superiores con sus gattling.

#### Desventajas
- Lento en recolectar recursos.
- Alto coste de unidades.
- Centrales de energía no generan más energía que China.
- Sin centrales eléctricas EE. UU. está indefensa.

### China
La República Popular lleva normalmente poderosas armas y en grandes cantidades, culminando en una variedad de Tanques Pesados, y con un poder aéreo muy limitado. El estilo de juego Chino enfatiza los asaltos directos para desestabilizar la tecnología Estadounidense y los camuflajes del Grupo de Liberación Armado. Las tropas y tanques chinos ganan bonus cuando combaten en grupos, sobre todo si llevan consigo la Propaganda para asistir a sus tropas curándolos en combate. China tiene un variado número de vehículos, y el arsenal de tanques más extenso en el juego, incluidos numeroso tanques especializados “tipo 80”, como el Battlemaster, el transporte de tropas BTR-80 o el Tanque pesado Overlord, además de dos unidades de artillería, el cañón Inferno y el cañón Nuclear. Suelen hacer un uso bastante común de sus cañones Gatling, Nucleares y armamento de Napalm para destruir a sus enemigos. China utiliza diversos tipos de “Guerra electrónica” avanzada, entre los que se incluyen Hackers de Elite para conseguir dinero y una multifuncional espía llamada Loto Negro (black lotus), además de armas de pulso Electromagnético. El cañón Nuclear y el cañón Inferno tienen la ventaja de que son las dos únicas piezas de artillería lejana a las que no se les puede interceptar sus disparos.
China tiene una desventaja importante y es que sus tropas de tierra son por lo general más lentas que las de las otras facciones(Exceptuando al Guardia Roja, que es el más rápido de los soldados). Por ello no pueden realizar ataques rápidos exceptuando al MIG-1.44s, China esta forzada constantemente a crear grandes y poderosos asaltos con unidades pesadas, una táctica que puede ser contrarrestada por la velocidad del GLA o el poderío aéreo estadounidense.

#### Ventajas
- Tanques fuertes y grandes que pueden pisar otros tanques más pequeños
- Energía estable
- Bonus en grupos de más de 5 unidades.
- Tecnología más avanzada

#### Desventajas
- Fuerza aérea limitada
- Tanques lentos
- Tanques pesados muy caros
- Sin centrales eléctricas China está indefensa.

### Ejército de Liberación Global (GLA)
Comenzando con la desventaja notable tecnológica, el GLA es comparado con las otras facciones más débil en armamento y además no poseen fuerza aérea. Están especializados en el uso de tácticas de guerrilla tales como la plantación de minas, bombas suicidas, secuestros y robos en general.
El GLA tiene un extenso número de tipos de infantería y vehículos que suplen sus desventajas, también poseen la más extensa red de camuflaje del juego. El GLA tiene una poderosa economía, con varias técnicas de recolección de recursos entre las que se incluye el abastecimiento por parte de las piezas rotas de vehículos destruidos, ganando bonus de experiencia al recolectarlos además de dinero. También pueden construir diversos “Mercados Negros”, del cual obtienen una pequeña cantidad de dinero cada pocos segundos. Una de sus ventajas es que ningún edificio o unidad del GLA necesita de energía para estar operativo. Las varias opciones de mejora de sus edificios pueden convertir a un pobre grupo de combate en un relativo bien equipado ejército haciendo mucho más respetables sus unidades en combate. Una de las particularidades de los edificios incluidas sus defensas del GLA es que se reconstruyen automáticamente si no son erradicados totalmente. Poseen además al Jarmen Kell, una eficaz unidad de infiltración capaz de sembrar el caos en las bases enemigas matando Rangers o vaciando vehículos blindados.
Las armas tóxicas del GLA, las unidades suicidas y las diversas habilidades de infiltración y ocultación, posibilita la opción al jugador de golpear inesperadamente y desde diferentes direcciones a un enemigo desprevenido y la que seria posiblemente más interesante es la capacidad de sus vehículos de usar partes de las unidades mecánicas destruidas del enemigo para mejorar su potencia de fuego. 

#### Ventajas
- Rapidez de movimiento
- Camuflaje
- No necesita energía
- Bajo coste de la mayoría de las unidades.
- Es posible capturar tecnología enemiga con una buena estrategia.
- Los recolectores de recursos y los trabajadores son la misma unidad.
- Las unidades mecanizadas pueden mejorarse con los restos de las unidades destruidas.
- las unidades pueden repararse automáticamente con una simple actualización (mejora de chapa)

#### Desventajas
- No tienen fuerza aérea
- En lo que respecta a una batalla uno a uno, debilidad de sus tanques frente a los de otras facciones, (exceptuando al marauder).
- Defensas débiles contra variado fuego enemigo, (principalmente porque cualquier unidad de infantería puede deshabilitar la base de stingers de la GLA disparándole a los lanza-cohetes que contiene, ya que consiste solo en tres soldados cubiertos bajo una lona verde).